# 烏特科諾西夫卡
45°29′47″N 28°57′15″E / 45.49639°N 28.95417°E

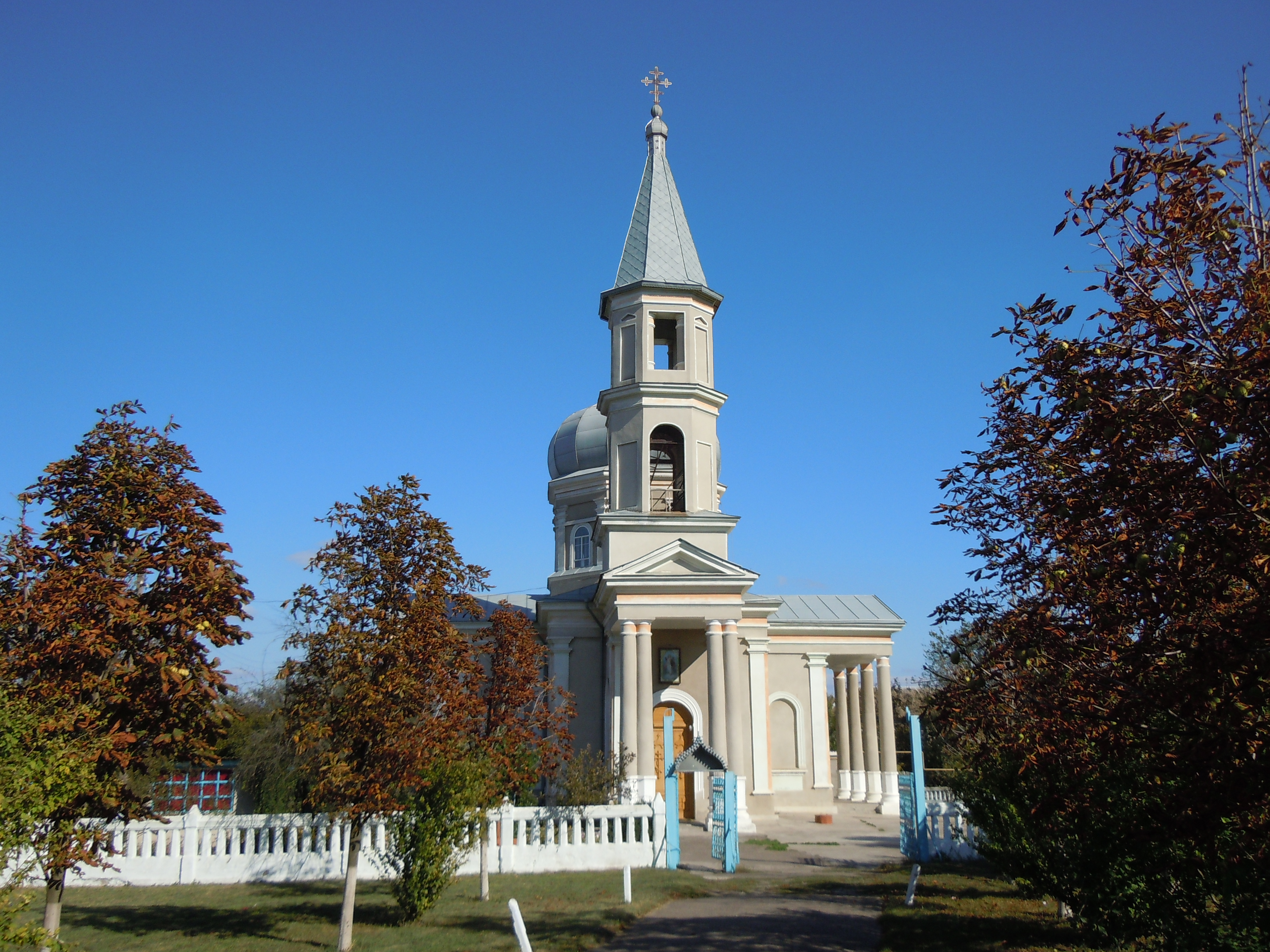

烏特科諾西夫卡（烏克蘭語：Утконосівка）是位於烏克蘭西南部的村莊，由敖德萨州伊茲梅爾區的薩夫亞尼市鎮負責管轄。該村始建於1752年，面積3.64平方公里，海拔高度20米，2001年人口4,318，人口密度每平方公里1,185.71人。